# Низяна
Низяна — река в России, протекает по Оричевскому району Кировской области. Устье реки находится в 20 км от устья реки Снигирёвки по левому берегу. Длина реки составляет 11 км.
Исток реки северо-западнее села Пустоши (центр Пустошенского сельского поселения). Река течёт на восток, к востоку от села Пустоши на реке плотина и запруда, в которую впадает правый приток Шипаковка. Впадает в Снигиревку ниже деревни Мошкина Мельница.

## Данные водного реестра
По данным государственного водного реестра России относится к Камскому бассейновому округу, водохозяйственный участок реки — Вятка от города Киров до города Котельнич, речной подбассейн реки — Вятка. Речной бассейн реки — Кама.
Код объекта в государственном водном реестре — 10010300312111100034808.